# Suvojnica
Suvojnica (cyr. Сувојница) – wieś w Serbii, w okręgu pczyńskim, w gminie Surdulica. W 2011 roku liczyła 774 mieszkańców.